# General José María Bruguez
General Bruguez é um município paraguaio do departamento de Presidente Hayes, localizado a 194 quilômetros de Assunção, na fronteira mesma com Formosa, Argentina.
Esta cidade é uma das mais importantes passagens de fronteira nesta região do Chaco Boreal.

## Etimologia
Recebeu esse nome em homenagem a José María Bruguez (1827 - 1868), general e estrategista paraguaio reconhecido por seu grande trabalho como artilheiro durante a Guerra do Paraguai.

## Demografia e economia
Possui aproximadamente 4.000 habitantes. A maioria de seus habitantes dedica-se à pecuária, à agricultura e ao comércio com a Argentina.

## Transporte
A rodovia mais importante que passa pela cidade é a Rota 12, que a liga diretamente a Nueva Asunción. Atualmente é uma estrada de terra, mas será pavimentada nos próximos anos pelo governo paraguaio.

Possui também a Ponte Internacional Juan Domingo Perón, que a liga com General Belgrano, Formosa, Argentina. Também tem alfândega e imigração funcionais.